# Teutobod

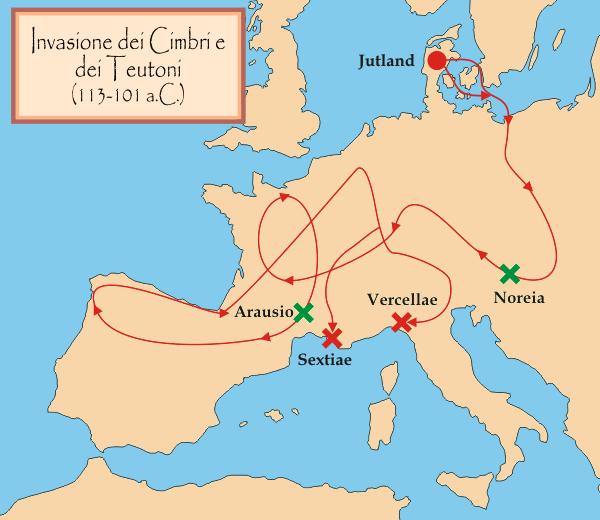
La migrazione di Teutoni e Cimbri

Teutobod (o Theudobod; ... – Roma?, post 102 a.C.) è stato un condottiero germanico, re dei Teutoni.

## Biografia
Teutobod è stato il capo dei guerrieri teutoni che visse la sconfitta finale del suo popolo alla battaglia di Aquae Sextiae nel 102 a.C. Non era esattamente un re, quanto una sorta di "capo a tempo determinato" a cui era affidata la sorte del popolo in guerra. In tempo di pace i Teutoni non amavano avere un re, quanto essere autonomi. Teutobod, famoso per la sua forza fisica e per l'altezza e la robustezza, venne portato in trionfo a Roma come prigioniero di Caio Mario, e là terminò i suoi giorni.
Alla fine del II secolo a.C., i Teutoni migrarono dalla penisola dello Jutland, in Danimarca, verso sud, alla ricerca di nuove terre su cui stabilirsi, visto l'inasprirsi delle condizioni climatiche ed ambientali originarie. I Teutoni erano vicini dei Cimbri, ma non emigrarono insieme, si ritrovarono probabilmente nel territorio degli Elvezi, nella zona del Brennero, all'indomani della battaglia presso Noreia contro una tribù alleata dei Romani, i Taurisci, e contro i Romani stessi, comandati dal console Papirio Carbone. I Cimbri (guidati da re Boiorix) ed i Teutoni vinsero la battaglia di Arausio, odierna Orange, il 6 ottobre del 105 a.C., in un massacro in cui perirono più di 80.000 soldati romani.  Roma si riorganizzò sotto il console Caio Mario, futuro zio di Gaio Giulio Cesare. Nel 104 a.C. i Cimbri lasciarono la valle del Rodano per spostarsi in Spagna, mentre i Teutoni si diressero nella Gallia settentrionale, sempre alla ricerca di territori coltivabili in cui stabilirsi, liberi da foreste, paludi ed abitanti, condizioni ambientali non banali per l'epoca. Caio Mario ebbe così il tempo di ricostittuire un nuovo esercito che, nel 102 a.C., fu pronto a sostenere un nuovo confronto con i Teutoni. Nella battaglia di Aquae Sextiae i Teutoni vennero sconfitti e Teutobod, il loro capo, insieme a 20.000 uomini, venne catturato. Dopo questa sconfitta Teutobod ed il suo popolo uscirono dalla storia.